# وزارة الدفاع (بنغلاديـش)
وزارة الدفاع البنغلاديشية (بالبنغالية: প্রতিরক্ষা মন্ত্রণালয়)‏ هي الوزارة الحكومية المسؤولة عن الشؤون الدفاعية والخاصة بالقوات المسلحة في «جمهورية بنغلاديش الشعبية».

## تاريخ الوزارة
تأسست الوزارة بأواخر ديسمبر 1971م، وكان مبنى الوزارة يقع في الأمانة العامة حيث في عام 1972 تم نقله إلى المحكمة العليا، وفي عام 1992 تم نقله مرة أخرى لمجمع جانابهافان في شير إي بنجلا ناجار.

## الهيكل التنظيمي والمهام

### المهام[2]
- الدفاع عن بنغلاديش.
- تنسيق ومراقبة مهام العمليات الدفاعية لبنغلاديش والقوات الملحقة أو الداعمة للقوات المسلحة لبنغلاديش والإدارة المدنية باستثناء التخطيط والتنسيق وتعبئة العمليات الدفاعية أثناء الطوارئ الوطنية / إعلان الحرب.
- أنشطة الجيش والبحرية والقوات الجوية.
- إعداد وثائق التشفير.
- اتفاقيات الصليب الأحمر الدولية وجنيف المنطبقة على المقاتلين إلى أقصى حد ممكن.
- منح الجوائز والتكريم للأعمال البطولية للقوات التابعة للوزارة.
- أراضي عسكرية ومعسكرات.
- مراقبة الطقس.
- العفو عن جميع أفراد القوات المسلحة وإرجاء تنفيذ حكمهم وإيقافهم وما إلى ذلك.
- الإدارات الوطنية ومديرية فيلق بنغلاديش الوطني للطلاب (BNCC).
- المسائل المتعلقة بكلية كاديت.
- المسائل المتعلقة بمنظمة أبحاث الفضاء والاستشعار عن بعد (سبارسو).
- الإنفاق على الإدارات المدنية من حساب الدفاع.
- مسح مستجمعات المياه ورسم خرائط المجاري المائية (باستثناء مسح مستجمعات المياه الداخلية ورسم خرائط المجاري المائية الداخلية في بنغلاديش).
- مسح بنغلاديش مهم.
- ميزانية القوات المسلحة والمسائل القانونية والتشريعية.
- إدارة السكرتارية بما في ذلك الشؤون المالية.
- إدارة ومراقبة المكاتب والمنظمات التابعة لهذه الوزارة.
- الاتصال بالمنظمات والاتفاقيات الدولية والتفاهمات مع الدول الأخرى والمنظمات العالمية بشأن الأمور المنوطة بهذه الوزارة.
- جميع القوانين المتعلقة بالمسائل المنوطة بهذه الوزارة.
- التحقيق والإحصاء في أي أمر يكلف به هذه الوزارة.
- الرسوم المتعلقة بأي أمر يكلف به للوزارة غير الرسوم التي تقبلها المحكمة.

### الهيكل التنظيمي[3]
- وزيـر الدفـاع
- السكرتير الأول
- نائب السكرتير الأول

### الهيكل التنظيمي للوزارة[4]

#### القوات العسكرية
- القوات المسلحة البنغلاديشية
  - جيش بنغلاديش
  - البحرية البنغلاديشية
  - سلاح الجو البنغلاديشي

#### الوكالات والإدارات
المؤسسات المشتركة بين القوات:
- المديرية العامة للخدمات الطبية (DGMS)
- كلية الدفاع الوطني (NDC)
- كلية القيادة والأركان لخدمات الدفاع (DSCSC)
- المعهد العسكري للعلوم والتكنولوجيا (ميست)
- كلية الطب بالقوات المسلحة (AFMC)
- الفيلق الطبي العسكري (AMC)
- المعهد الطبي للقوات المسلحة (AFMI)
- معهد علم الأمراض بالقوات المسلحة (AFIP)
- مصانع بنغلاديش للذخائر (BOF).
- مجلس الاختيار بين الخدمات (ISSB)
- مجلس القوات المسلحة البنغلاديشية (BASB)
- المديرية العامة لمشتريات الدفاع (DGDP).
- المديرية العامة لمخابرات الدفاع (DGFI).
- مديرية العلاقات العامة بين الخدمات (ISPR)
- مجلس إدارة كلية الكاديت.

الهيئات والإدارات الأخرى:
- فيلق كاديت بنغلاديش الوطني (BNCC)
- إدارة الأرصاد الجوية في بنغلاديش (BMD)
- منظمة بنغلاديش لأبحاث الفضاء والاستشعار عن بعد (SPARRSO)
- مديرية مسح بنغلاديش (SOB)
- مديرية الأراضي والمعسكرات العسكرية (DML & C)
- مديرية المخابرات.
- المراقب العام المالي الدفاع (CGDF)
- مكتب كبير الموظفين الإداريين (CAO)
- شرطة وزارة الدفاع (MODC)

## وزراء الدفاع
| حكومة بنغلاديش المؤقتة   |               |               |                |       |  |  |  |  |  |
| ماج عثماني               | 10 أبريل 1971 | 12 يناير 1972 | تاج الدين أحمد | مستقل |  |  |  |  |  |
| جمهورية بنغلاديش الشعبية |               |               |                |       |  |  |  |  |  |
| الشيخة حسينة             | 6 يناير 2009  | الآن          | رابطة عوامي    | نفسه  |  |  |  |  |  |

## الأمناء العامون[5]
| الأمين العام             | بداية المنصب   | نهاية المنصب   |
| ------------------------ | -------------- | -------------- |
| عبد الصمد                | 18 ديسمبر 1971 | 22 يناير 1972  |
| عثمان جاني خان           | 22 يناير 1972  | 6 يونيو 1973   |
| مجيب الحق                | 6 يونيو 1973   | 30 أكتوبر 1975 |
| فايز الدين أحمد          | 4 نوفمبر 1975  | 18 سبتمبر 1978 |
| أشك صادق                 | 1 نوفمبر 1983  | 2 مايو 1985    |
| صلاح الديـن أحمد         | 21 أبريل 1982  | 1 أكتوبر 1983  |
| أشك صادق                 | 1 نوفمبر 1983  | 2 مايو 1985    |
| أ. أنيس الزمان           | 29 يونيو 1985  | 23 يونيو 1986  |
| قاضي جلال الدين أحمد     | 23 يونيو 1986  | 1 يناير 1989   |
| محمد شمس الحق تشيشتي     | 1 يناير 1989   | 9 يناير 1990   |
| محمد صديق الرحمن         | 9 يناير 1990   | 25 أبريل 1991  |
| أنيس الرحمن              | 25 أبريل 1991  | 6 أغسطس 1992   |
| م. مالك                  | 1 سبتمبر 1992  | 22 يوليو 1993  |
| محمد حسين الرحمن         | 22 يوليو 1993  | 11 مارس 1995   |
| محمد عبد الحكيم          | 11 مارس 1995   | 31 يوليو 1996  |
| كازي محمد منظور مولى     | 1 أغسطس 1996   | 30 سبتمبر 1997 |
| سيد يوسف حسين            | 14 يوليو 1997  | 8 أغسطس 1999   |
| م. ادريس علي             | 16 أغسطس 1999  | 1 ديسمبر 2001  |
| إحسان الحق بايارا        | 27 نوفمبر 2001 | 5 أغسطس 2004   |
| مجبه الدين احمد          | 11 أغسطس 2004  | 28 فبراير 2006 |
| محمود حسن منصور          | 21 مارس 2006   | 8 يونيو 2006   |
| أبو محمد منير الزمان خان | 18 يونيو 2006  | 8 يناير 2007   |
| قمر الحسن                | 11 يناير 2007  | 8 فبراير 2010  |
| خوندكر أسد الزمان        | 7 فبراير 2010  | 3 مارس 2014    |
| كازي حبيب الأول          | 3 مارس 2014    | 31 ديسمبر 2016 |
| أختار حسين بويان         | 1 يناير 2017   | 30 ديسمبر 2019 |
| عبد الله المحسن شودري    | 12 يناير 2020  | 29 يونيو 2020  |
| محمد أبو حنة مصطفى كمال  | 7 يوليو 2020   | 7 فبراير 2022  |
| غلام محمد حسيب العالم    | 13 فبراير 2022 | الآن           |